# Anders Lindegaard
Anders Rosenkrantz Lindegaard (* 13. April 1984 in Dyrup) ist ein ehemaliger dänischer Fußballtorhüter.

## Karriere

### Verein

#### Lindegaards Zeit in Skandinavien
In seiner Kindheit trat Lindegaard der Jugendakademie von Odense BK, seinem Heimatverein bei und unterschrieb zur Saison 2013/14 einen Profivertrag. In Odense konnte er sich allerdings nicht gegen Stammtorwart Arkadiusz Onyszko durchsetzen. Im Sommer 2008 wechselte Lindegaard, auf Leihbasis für ein halbes Jahr zum Zweitligisten Kolding FC. Nach nur neun Einsätzen kehrte Lindegaard nach Odense zurück, wurde aber dann nach Norwegen zu Aalesunds FK verliehen, wo er sich durchsetzte. Im Sommer kehrte Lindegaard nach seiner Leihe zu Odense BK zurück, doch da als Nachfolger für Onyszko der Nordire Roy Carroll verpflichtet wurde, schloss er sich endgültig Aalesunds FK an. Dort wurde er zum Stammtorwart. Mit guten Leistungen rückte er allmählich auch den Fokus vom englischen Premier-League-Klub Manchester United. Verstärkt wurde das Interesse auch durch die Auftritte in der Nationalmannschaft.

#### Wechsel zu Manchester United
Zum Jahreswechsel 2010/11 wechselte Lindegaard für fünf Millionen Euro zu Manchester United. Er erhielt einen Vierjahresvertrag. Damit galt er als ein möglicher Nachfolger des zu diesem Zeitpunkt bereits 40 Jahre alten Edwin van der Sar. Sein Wechsel nach Manchester sorgte für Aufsehen, zumal er außerhalb Skandinaviens unbekannt war. Landsmann Peter Schmeichel, selber bei Manchester United aktiv gewesen, bezweifelte einen Durchbruch Lindegaards beim englischen Großklub. Flemming Povlsen hingegen traute Lindegaard es durchaus zu, sich in Manchester einen Stammplatz zu erkämpfen; dies begründete er mit seiner Angriffsschnelligkeit, mit der guten Antizipation und mit der Tatsache, dass Lindegaard mit schnellen Abwürfen gute Angriffe einleiten könne. Auch habe Lindegaard gewisse Erfahrung, um ein guter Torwart zu sein.
Seine ersten Einsätze für Manchester United hatte Lindegaard in den Partien im FA Cup 2010/11, ehe er aufgrund einer Knieoperation fünf Wochen pausieren musste. In der Liga musste Lindegaard in der Saison 2011/12 zunächst mit der Reservistenrolle vorliebnehmen, ehe er am 14. September 2011 beim 1:1-Unentschieden in der Gruppenphase der UEFA Champions League bei Benfica Lissabon eingesetzt wurde. In der Folgezeit kam er zu acht Einsätzen in der Premier League, ehe er im Januar 2012 sich eine Verletzung zuzog und somit für mehrere Wochen ausfiel. Als Stammtorhüter David de Gea mit Zahnproblemen zu kämpfen hatte, vertrat Lindegaard diesen in mehreren Partien, ehe de Gea im Gruppenspiel in der Champions League gegen CFR Cluj wieder eingesetzt wurde. Nach einem Spiel in der Liga am 1. Dezember 2012 wurde er von Alex Stepney kritisiert, ein ehemaliger Torhüter von Manchester United. Zum Ende der Saison 2012/13 wurde Anders Lindegaard mit Manchester United englischer Meister, wobei er in zehn Partien eingesetzt wurde.

#### West Bromwich Albion, Preston North End und FC Burnley
Am 31. August 2015 wechselte Lindegaard zu West Bromwich Albion. Nach einem halben Jahr ohne Ligaeinsatz, wechselte Lindegaard – zunächst leihweise, ab Sommer 2016 dann fest – zu Preston North End und blieb dort anderthalb Jahre. Nachdem Lindegaard seit Sommer 2017 vereinslos war, nahm ihn der FC Burnley für ein Jahr unter Vertrag. Der Erstligist reagierte mit der Verpflichtung auf die langwierige Verletzung von Stammtorhüter Tom Heaton. In den letztlich zwei Jahren für Burnley kam Lindegaard jedoch in nicht einem einzigen Premier-League-Spiel zum Einsatz und verließ den Klub nach Ablauf der Saison 2018/19.

#### Helsingborgs IF
Mitte Juli 2019 unterschrieb Lindegaard einen Vertrag beim schwedischen Erstligisten Helsingborgs IF. 2022 beendete er seine Karriere.

### Nationalmannschaft

#### Jugendnationalmannschaften
Lindegaard machte sechs Länderspiele für die Jugendnationalmannschaften Dänemarks (2× U19 und 4× U20).

#### A-Nationalmannschaft
Ende August 2010 berief Morten Olsen, Trainer der dänischen Nationalmannschaft, Lindegaard für das Qualifikationsspiel zur Fußball-Europameisterschaft 2012 gegen Island, nachdem Thomas Sørensen, der Stammtorwart, sowie Stephan Andersen verletzungsbedingt ausfielen. Gegen Island kam Anders Lindegaard auch zum Einsatz und trug durch einen starken Auftritt zum 1:0-Sieg bei.

## Erfolge
Aalesunds FK
- Norwegischer Pokalsieger: 2009

Manchester United
- Englischer Meister: 2011, 2013
- Englischer Supercupsieger: 2012